# Кралство Шотландия
Кралство Шотландия (Rìoghachd na h-Alba, Kinrick o Scotland) е суверенна държава в северозападна Европа, съществувала от 843 до 1707 г. 

## История
Кралство Шотландия е основано през 843 г. от Кенет Макалпин, който става крал Кенет I. 
През 1700 г. населението на кралството наброява около 1,1 милиона жители.
Кралство Шотландия съществува като независима държава до 1 май 1707 г., когато Актът на обединението съединява Шотландия и Кралство Англия в Кралство Великобритания.

## География
Територията на Шотландия обхваща северната третина на остров Великобритания и влизащите в състава острови – Хебридските, Шетландските и Оркни. Територията на Шотландия е 78 772 km², бреговата ѝ ивица е дълга 9 911 km. На юг граничи с Кралство Англия. Дължината на границата от река Туид на запад до залива Солуей Фърт на изток е около 96 km. На 30 km на югозапад от брега е разположен остров Ирландия, на 400 km на североизток е Норвегия, на север от Шотландия са Фарьорските острови и Исландия. На запад  Шотландия граничи с Атлантическия океан, а на изток със Северно море.
От 1482 г., когато англичаните завладяват крайбрежния град Беруик, границите на кралство Шотландия изцяло съвпадат с тези на съвременна Шотландия.

## Столици
- Единбург
- Скон
- Дънфърмлин
- Стърлинг